# 1959年のNFL
1959年のNFLは、NFL40回目のレギュラーシーズンである。1959年10月11日にフィラデルフィアのフランクリン・フィールドで行われたイーグルス対スティーラーズの試合で、観戦中のNFLコミッショナーのバート・ベルが心臓麻痺により死亡する悲劇が起きた。後任の暫定コミッショナーとして、リーグの会計担当者のオースティン・ガンゼルが就任した。また、1922年以来、シカゴを本拠地としてきたカージナルスが翌年からミズーリ州セントルイスに移転したので、この年がシカゴ・カージナルス最後のシーズンとなった。シーズンは、前年と同じ対戦カードとなったNFLチャンピオンシップでボルチモア・コルツがニューヨーク・ジャイアンツを31対16で下し、終了した。

## ドラフト
ドラフトは、1巡目から4巡目までは、1958年12月1日に行われ、5巡目から30巡目までは1959年1月21日に行われ、30巡360名が指名された。

## ルール変更
この年のルール変更は行われなかった。

## 日程
各チーム12試合の対戦相手は、以下のように組まれた。
- 同カンファレンス（10試合）
- 他カンファレンス（2試合）

## 順位表
| ニューヨーク・ジャイアンツ   | 10 | 2  | 0 | .833 | 8-2 | 284 | 170 | 23.7 | 14.2 |
| フィラデルフィア・イーグルス | 7  | 5  | 0 | .583 | 6-4 | 268 | 278 | 22.3 | 23.2 |
| クリーブランド・ブラウンズ   | 7  | 5  | 0 | .583 | 6-4 | 270 | 214 | 22.5 | 17.8 |
| ピッツバーグ・スティーラーズ | 6  | 5  | 1 | .545 | 6-4 | 257 | 216 | 21.4 | 18.0 |
| ワシントン・レッドスキンズ   | 3  | 9  | 0 | .250 | 2-8 | 185 | 350 | 15.4 | 29.2 |
| シカゴ・カージナルス         | 2  | 10 | 0 | .167 | 2-8 | 234 | 324 | 19.5 | 27.0 |

| ボルチモア・コルツ       | 9 | 3  | 0 | .750 | 9-1 | 374 | 251 | 31.2 | 20.9 |
| シカゴ・ベアーズ         | 8 | 4  | 0 | .667 | 6-4 | 252 | 196 | 21.0 | 16.3 |
| グリーンベイ・パッカーズ | 7 | 5  | 0 | .583 | 5-5 | 255 | 237 | 21.3 | 19.8 |
| サンフランシスコ・49ers  | 7 | 5  | 0 | .583 | 6-4 | 248 | 246 | 20.7 | 20.5 |
| デトロイト・ライオンズ   | 3 | 8  | 1 | .273 | 2-8 | 203 | 275 | 16.9 | 22.9 |
| ロサンゼルス・ラムズ     | 2 | 10 | 0 | .167 | 2-8 | 242 | 315 | 20.2 | 26.3 |

## プレイオフ
NFLチャンピオンシップ
- ボルチモア・コルツ 31 - 16 ニューヨーク・ジャイアンツ

## 受賞
- MVP：ジョニー・ユナイタス ボルチモア・コルツQB
- 最優秀コーチ：ヴィンス・ロンバルディ グリーンベイ・パッカーズ